# Mechthild von Bayern
Mechthild von Bayern (* 12. Juli 1532; † 2. November 1565 in Baden-Baden) war eine Prinzessin von Bayern und durch Heirat Markgräfin von Baden.

## Leben
Mechthild war eine Tochter des Herzogs Wilhelm IV. von Bayern (1493–1550) aus dessen Ehe mit  Maria Jakobäa von Baden (1507–1580), Tochter des Markgrafen Philipp I. von Baden. Die Prinzessin war zunächst verlobt mit Prinz Philipp Magnus von Braunschweig-Wolfenbüttel (1527–1553), doch fiel dieser vor der Vermählung in der Schlacht bei Sievershausen. 
Sie heiratete am 17. Januar 1557 in Regensburg Markgraf Philibert von Baden (1536–1569). Philibert hatte Mechthild, deren Eigenschaften als vortrefflich beschrieben wurden, am Münchner Hof kennengelernt, wo er drei Jahre als Mündel des Herzogs gelebt hatte. Die Ehe der im dritten Grade verwandten Brautleute war ohne päpstlichen Dispens geschlossen worden. Papst Paul IV. wies deshalb Bischof Otto von Augsburg an gegen die Ehe zu intervenieren. Nach längeren Verhandlungen und einer Zahlung von 300 Rheinischen Gulden zur Ausstattung armer Mädchen wurde ein Vergleich erzielt.
Mit Hilfe der katholischen Markgräfin gelangte Johann Ulrich Zasius in Kontakt mit Philibert, der im Auftrag des Kaisers die Rechtgläubigkeit des Markgrafen prüfen sollte. Mechthilde wurde in der Stiftskirche in Baden-Baden begraben. Der Wandepitaph des Markgrafenpaares ist ein Werk des Bildhauers Johann von Trarbach.

## Nachkommen
aus ihrer Ehe hatte Mechthild folgende Kinder, die nach dem Tod der Eltern am Hof von Mechthilds Bruder Albrecht in München erzogen wurden:
- Jakobe (1558–1597)

⚭ 1585 Herzog Johann Wilhelm von Jülich-Kleve und Berg (1562–1609)
- Philipp II. (1559–1588), Markgraf von Baden
- Anna Maria (1562–1583)

⚭ 1578 Wilhelm von Rosenberg (1535–1592)
- Maria Salome (1563–1600)

⚭ 1584 Landgraf Georg Ludwig von Leuchtenberg (1563–1613)